# امینه بخیت
امینه برشم بخیت (انگلیسی: Amina Barcham Bakhit؛ زادهٔ ۱۴ نوامبر ۱۹۹۰) دونده دو نیمه‌استقامت زن اهل سودان است که در بازی‌های پان عربی در مجموع برندهٔ ۱ مدال برنز شده‌است. وی همچنین در رقابت ۸۰۰ متر زنان بازی‌های المپیک تابستانی ۲۰۱۲ لندن برای سودان به رقابت پرداخت.